# Біломорбуд та ВТТ
Біломорбуд та ВТТ (рос. БЕЛОМОРСТРОЙ И ИТЛ, ИТЛ Беломорстроя, ИТЛ при Беломорстрое, Белбалтлаг, ИТЛ и Строительство Беломорско-Балтийского канала) — будівельна організація і виправно-трудовий табір при будівництві Біломорсько-Балтійського каналу, що діяли в системі Головного Управління таборів промислового будівництва (ГУЛПС).
Час існування: організований 30.08.44;

закритий 29.08.45.
Підпорядкований: ГУЛПС з 29.08.44.

Дислокація: Карело-Фінська РСР, м.Медвеж'єгорськ

## Виконувані роботи
- відновлення гідротехнічних споруд та житлове будівництво,
- відновлення Вяртсильського метизного заводу з 22.08.45,
- лісорозробки

## Відомі в'язні
- Фещенко-Чопівський Іван Адріянович — вчений-металург, громадський і політичний діяч, міністр Центральної Ради та Директорії.